# Viorel Faur
Viorel Faur (n. 3 martie 1941, Dumbrăvani) este un fost senator român în legislatura 1990-1992 ales în județul Bihor pe listele partidului FSN.

## Viața și activitatea
Viorel Faur urmează studiile secundare la Oradea, urmând apoi pe cele superioare la Cluj-Napoca. A ocupat funcția de profesor în învățământul mediu între 1965-1968, din 1968 pe cea de muzeograf și mai apoi muzeograf principal din 1973 la „Muzeul Țării Crișurilor” din Oradea.
Acesta s-a specializat pe istoria locală a județului Bihor în epoca modernă. Numeroase contribuții documentare și interpretative privind istoria societăților culturale din secolul al XIX-lea poartă semnătura lui.  Printre lucrările sale se numără „Contribuții la cunoașterea Bihorului”, Oradea, 1970 și „Beiușul Cultural”, Oradea, 1971.
După 1989, devine senator român pentru o scurtă perioadă de timp.

## Familia
Este căsătorit cu Rafila Dumitreasa, profesoară de limba și literatura română, împreună cu care are trei copii: Dorli-Estrela (căsătorită Bădescu), avocat în București, Antonio Faur, istoric la Universitatea din Oradea și Flaminia-Dorlietta Faur (1970-2010).